# Heliconius anacreon
Heliconius anacreon är en fjärilsart som beskrevs av Grose-smith och Kirby 1892. Heliconius anacreon ingår i släktet Heliconius och familjen praktfjärilar. Inga underarter finns listade i Catalogue of Life.